# Кристина Писаркова
Кристина Писарко̀ва, с родово име Ха̀рер (на полски: Krystyna Pisarkowa) е полска езиковедка полонистка и славистка, професор, специалистка в областта на полския език и славистиката, семантиката, синтаксиса, стилистиката и историческата славистика, преподавателка в Ягелонския и Силезийския университет, член на Полската академия на знанията, действителен член на Полската академия на науките, член на Съвета за полски език, главен редактор на научното списание „Йензик Полски“ (2005 – 2010).

## Трудове
- Wyliczanki polskie (1975)
- Historia składni polskiej (1984)
- Język według Junga (1994)
- Pragmatyka przekładu (1998)
- Z pragmatycznej stylistyki, semantyki i historii języka (1994)
- Językoznawstwo Bronisława Malinowskiego: więzy wspólnego języka (2000)
- Rachunek sumienia jako zadanie tłumacza (2012)